# La Conchita, San Luis Potosí
La Conchita är en ort i Mexiko.   Den ligger i kommunen Xilitla och delstaten San Luis Potosí, i den centrala delen av landet, 220 km norr om huvudstaden Mexico City. La Conchita ligger 570 meter över havet och antalet invånare är 285.
Terrängen runt La Conchita är bergig västerut, men österut är den kuperad. Terrängen runt La Conchita sluttar österut. Runt La Conchita är det ganska tätbefolkat, med 90 invånare per kvadratkilometer. Närmaste större samhälle är Xilitla, 0,82 km söder om La Conchita. I omgivningarna runt La Conchita växer i huvudsak städsegrön lövskog.